# Monivea
Monivea (irl. Mhuine an Mheá) – wieś w hrabstwie Galway w Irlandii.